# 平山邵氏
平山邵氏（ピョンサンソし、평산소씨）は、朝鮮氏族の一つ。本貫は黄海道平山郡である。2015年の調査では、670人である。
平山邵氏は、中国周の召公の子孫一族であり、平山邵氏の始祖は、高麗明宗時代に慶尚道の按察使を務めた邵光賓である。